# Брихово
Брихово је насељено место у саставу општине Жакање у Карловачкој жупанији, Република Хрватска.

## Историја
До територијалне реорганизације у Хрватској налазило се у саставу старе општине Озаљ.

## Становништво
На попису становништва 2011. године, Брихово је имало 149 становника.

## Попис1991.
На попису становништва 1991. године, насељено место Брихово је имало 226 становника, следећег националног састава:
| Попис 1991.‍ | Попис 1991.‍ | Попис 1991.‍ | Попис 1991.‍ | Попис 1991.‍ |
| ----------- | ----------- | ----------- | ----------- | ----------- |
|             |             |             |             |             |
| Хрвати      | Хрвати      |             | 214         | 94,69%      |
| Словенци    | Словенци    |             | 3           | 1,32%       |
| Срби        | Срби        |             | 1           | 0,44%       |
| непознато   | непознато   |             | 8           | 3,53%       |
| укупно: 226 |             |             |             |             |